# End-of-year Internationals 2013
Die End-of-year Internationals 2013 (auch als Autumn Internationals 2013 bezeichnet) waren eine vom 19. Oktober bis zum 30. November 2013 stattfindende Serie von internationalen Rugby-Union-Spielen zwischen Mannschaften der ersten, zweiten und dritten Stärkeklasse.
In diesem Jahr versuchte Australien eine Grand Slam Tour, scheiterte jedoch bereits im ersten Spiel nach einer Niederlage gegen England. Zur Feier von 100 Jahren Rugby in Fidschi absolvierte die fidschianische Nationalmannschaft ein Spiel gegen die Barbarians.

## Ergebnisse

### Drittes Spiel um den Bledisloe Cup
| 19. Oktober 2013 19:35 NZST | Neuseeland | 41 : 33         | Australien | Forsyth Barr Stadium, Dunedin Zuschauer: 28.973 Schiedsrichter: Craig Joubert (Südafrika) |
| 19. Oktober 2013 19:35 NZST | Versuche: Savea 9. erh. Cane 29. erh. Cruden 36. erh. Read 53. n.erh. Erhöhungen: Cruden (3/4) Straftritte: Cruden (4/6) 18., 22., 34., 43. Barrett (1/1) 69. | (30:19) Bericht | Versuche: Ashley-Cooper 39. erh. Toomua 47. erh. Kuridrani 76. erh. Erhöhungen: Cooper (3/3) Straftritte: Cooper (3/3) 3., 24., 32. Dropgoals: Cooper 15. | Forsyth Barr Stadium, Dunedin Zuschauer: 28.973 Schiedsrichter: Craig Joubert (Südafrika) |

- Will Genia nahm zum 50. Mal an einem Test Match für Australien teil.

### Woche 1
| 2. November 2013 14:00 JST | Japan                                | 6 : 54         | Neuseeland | Prinz-Chichibu-Rugbystadion, Tokio Zuschauer: 20.454 Schiedsrichter: Stuart Berry (Südafrika) |
| 2. November 2013 14:00 JST | Straftritte: Gorōmaru (2/2) 13., 22. | (6:28) Bericht | Versuche: Piutau 9. erh., 74. erh. Cane 26. erh. Smith 29. erh. McCaw 31. erh. Thrush 50. erh. Halai 57. n.erh. Barrett 67. erh. Erhöhungen: Carter (5/5) Barrett (2/3) | Prinz-Chichibu-Rugbystadion, Tokio Zuschauer: 20.454 Schiedsrichter: Stuart Berry (Südafrika) |

| 2. November 2013 14:30 WEZ | England                                                                                                  | 20 : 13        | Australien                                                                           | Twickenham Stadium, London Zuschauer: 80.691 Schiedsrichter: George Clancy (Irland) |
| 2. November 2013 14:30 WEZ | Versuche: Robshaw 50. erh. Farrell 58. erh. Erhöhungen: Farrell (2/2) Straftritte: Farrell (2/5) 3., 28. | (6:13) Bericht | Versuche: Toomua 31. erh. Erhöhungen: Cooper (1/1) Straftritte: Cooper (2/4) 9., 34. | Twickenham Stadium, London Zuschauer: 80.691 Schiedsrichter: George Clancy (Irland) |

| 2. November 2013 18:30 MEZ | Belgien | 26 : 10         | Tunesien                                                                                 | Stade Leburton, Tubize Schiedsrichter: Vlad Iordachescu (Rumänien) |
| 2. November 2013 18:30 MEZ | Versuche: Strafversuch 16. erh. K. Williams 39. erh. Hendrickx 43. erh. Torfs 71. n.erh. Erhöhungen: A. Williams (3/4) | (14:10) Bericht | Versuche: Strafversuch 22. erh. Erhöhungen: Khalifa (1/1) Straftritte: Khalifa (1/4) 19. | Stade Leburton, Tubize Schiedsrichter: Vlad Iordachescu (Rumänien) |

| 3. November 2013 13:00 EDT | Kanada | 15 : 40        | Māori All Blacks | BMO Field, Toronto Zuschauer: 22.566 Schiedsrichter: Federico Anselmi (Argentinien) |
| 3. November 2013 13:00 EDT | Versuche: Hassler 5. n.erh. Carpenter 59. erh. Erhöhungen: Underwood (1/2) Straftritte: Underwood (1/2) 55. | (5:19) Bericht | Versuche: Guildford 14. n.erh. Gibson-Park (2) 30. erh., 50. erh. Robinson 35. erh. Proctor 69. erh. Barrett 75. erh. Erhöhungen: Taylor (2/3) Robinson (2/2) West (1/1) | BMO Field, Toronto Zuschauer: 22.566 Schiedsrichter: Federico Anselmi (Argentinien) |

### Woche 2
| 9. November 2013 14:30 WEZ | England | 31 : 12        | Argentinien                                             | Twickenham Stadium, London Zuschauer: 76.304 Schiedsrichter: Pascal Gaüzère (Frankreich) |
| 9. November 2013 14:30 WEZ | Versuche: Launchbury 12. erh. Twelvetrees 20. erh. Ashton 33. erh. Morgan 77. erh. Erhöhungen: Farrell (4/4) Straftritte: Farrell (1/2) 5. | (24:6) Bericht | Straftritte: Sánchez (3/4) 7., 45., 55. Bosch (1/2) 17. | Twickenham Stadium, London Zuschauer: 76.304 Schiedsrichter: Pascal Gaüzère (Frankreich) |

| 9. November 2013 14:30 WEZ | Schottland | 42 : 17        | Japan                                                                                               | Murrayfield Stadium, Edinburgh Zuschauer: 32.680 Schiedsrichter: JP Doyle (England) |
| 9. November 2013 14:30 WEZ | Versuche: Seymour (2) 31. n.erh., 54. n.erh. Laidlaw 46. erh. Dickinson 63. erh. Weir 68. n.erh. Lamont 77. erh. Erhöhungen: Laidlaw (2/4) Weir (1/2) Straftritte: Laidlaw (2/3) 6., 21. | (11:3) Bericht | Versuche: Fukuoka (2) 43. erh., 51. erh. Erhöhungen: Gorōmaru (2/2) Straftritte: Gorōmaru (1/1) 35. | Murrayfield Stadium, Edinburgh Zuschauer: 32.680 Schiedsrichter: JP Doyle (England) |

| 9. November 2013 15:00 MEZ | Italien | 20 : 50         | Australien | Stadio Olimpico di Torino, Turin Zuschauer: 25.177 Schiedsrichter: Glen Jackson (Neuseeland) |
| 9. November 2013 15:00 MEZ | Versuche: McLean 11. erh. Cittadini 62. n.erh. Allan 78. n.erh. Erhöhungen: Di Bernardo (1/1) Straftritte: Di Bernardo (1/3) 4. | (10:19) Bericht | Versuche: Mowen 15. erh. Kuridrani 21. erh. Cummins (2) 31. n.erh., 50. erh. Ashley-Cooper 58. erh. Tomane 66. erh. Folau 68. erh. Erhöhungen: Cooper (4/5) Lealiʻifano (2/2) Straftritte: Lealiifano (1/1) 65. | Stadio Olimpico di Torino, Turin Zuschauer: 25.177 Schiedsrichter: Glen Jackson (Neuseeland) |

- Luke McLean absolvierte sein 50. Test Match für Italien.

| 9. November 2013 15:00 MEZ | Belgien                                                                      | 12 : 36        | Französische Universitäten | Stade des Trois Tilleuls, Boitsfort Schiedsrichter: Frank Himmer (Deutschland) |
| 9. November 2013 15:00 MEZ | Versuche: de Molder 45. erh. Strafversuch 79. n.erh. Erhöhungen: Brown (1/2) | (0:36) Bericht | Versuche: Strafversuch 9. erh. Brousse 13. erh. Perraux 20. erh. Jedrasiak (2) 24. erh., 34. n.erh. Erhöhungen: Renaud (4/5) Straftritte: Renaud (1/1) 11. | Stade des Trois Tilleuls, Boitsfort Schiedsrichter: Frank Himmer (Deutschland) |

| 9. November 2013 15:00 WEZ | Portugal                                                                            | 13 : 36        | Fidschi | Estádio Universitário de Lisboa, Lissabon Schiedsrichter: Juan Sylvestre (Argentinien) |
| 9. November 2013 15:00 WEZ | Versuche: Oliveira 74. erh. Erhöhungen: Leal (1/1) Straftritte: Leal (2/3) 19., 63. | (3:14) Bericht | Versuche: Nadolo 23. erh. Tikoirotuma 32. erh. Bai 46. n.erh. Botia 56. n.erh. Nalaga 69. n.erh. Kenatale 80. erh. Erhöhungen: Bai (3/5) | Estádio Universitário de Lisboa, Lissabon Schiedsrichter: Juan Sylvestre (Argentinien) |

| 9. November 2013 16:30 MEZ | Georgien | 19 : 15         | Kanada                                                         | Boris-Paitschadse-Nationalstadion, Tiflis Zuschauer: 21.986 Schiedsrichter: Lourens van der Merwe (Südafrika) |
| 9. November 2013 16:30 MEZ | Versuche: Sibsibadse 52. erh. Erhöhungen: Kwirikaschwili (1/1) Straftritte: Kwirikaschwili (4/5) 2., 21., 26., 59. | (16:12) Bericht | Straftritte: Underwood (3/4) 7., 17., 33. Jones (2/2) 37., 57. | Boris-Paitschadse-Nationalstadion, Tiflis Zuschauer: 21.986 Schiedsrichter: Lourens van der Merwe (Südafrika) |

| 9. November 2013 17:00 CST | Chile                          | 3 : 26        | Spanien | Centro de Alto Rendimiento del Rugby, Santiago Schiedsrichter: Claudio Antonio (Argentinien) |
| 9. November 2013 17:00 CST | Straftritte: Perrota (1/3) 47. | (0:5) Bericht | Versuche: Feijoo (2) 27. n.erh., 74. erh. Cook (2) 70. erh., 79. erh. Erhöhungen: González (2/3) Genua (1/1) | Centro de Alto Rendimiento del Rugby, Santiago Schiedsrichter: Claudio Antonio (Argentinien) |

| 9. November 2013 17:30 WEZ | Wales                                              | 15 : 24            | Südafrika | Millennium Stadium, Cardiff Zuschauer: 66.490 Schiedsrichter: Alain Rolland (Irland) |
| 9. November 2013 17:30 WEZ | Straftritte: Halfpenny (5/5) 2., 8., 24., 33., 55. | (12:17) [ Bericht] | Versuche: de Villiers 10. erh. du Plessis 16. erh. du Preez 64. erh. Erhöhungen: Steyn (2/2) Lambie (1/1) Straftritte: Steyn (1/1) 4. | Millennium Stadium, Cardiff Zuschauer: 66.490 Schiedsrichter: Alain Rolland (Irland) |

| 9. November 2013 17:45 WEZ | Irland | 40 : 9         | Samoa                                               | Aviva Stadium, Dublin Zuschauer: 39.108 Schiedsrichter: Steve Walsh (Australien) |
| 9. November 2013 17:45 WEZ | Versuche: O’Mahony 25. n.erh. O’Brien 45. erh. Kearney (2) 65. erh., 77. erh. McFadden 70. erh. Erhöhungen: Jackson (3/5) Straftritte: Jackson (3/3) 3., 20., 40. | (14:6) Bericht | Straftritte: Pisi (2/3) 7., 30. Fotuali’i (1/1) 63. | Aviva Stadium, Dublin Zuschauer: 39.108 Schiedsrichter: Steve Walsh (Australien) |

| 9. November 2013 19:00 OEZ | Rumänien                                                                                        | 19 : 18       | Tonga | Stadionul Arcul de Triumf, Bukarest Schiedsrichter: Francisco Pastrana (Argentinien) |
| 9. November 2013 19:00 OEZ | Versuche: Macovei 48. erh. Erhöhungen: Vlaicu (1/1) Straftritte: Vlaicu (4/5) 7., 40., 52., 80. | (6:6) Bericht | Versuche: Lilo (2) 56. erh., 77. n.erh. Erhöhungen: ʻApikotoa (1/1) Straftritte: Apikotoa (2/2) 18., 34. | Stadionul Arcul de Triumf, Bukarest Schiedsrichter: Francisco Pastrana (Argentinien) |

| 9. November 2013 19:00 EST | Vereinigte Staaten                                                                               | 19 : 29       | Māori All Blacks | PPL Park, Chester Zuschauer: 18.500 Schiedsrichter: Chris Assmus (Kanada) |
| 9. November 2013 19:00 EST | Versuche: Dolan 71. erh. Erhöhungen: Siddall (1/1) Straftritte: Siddall (4/4) 14., 26., 38., 63. | (9:7) Bericht | Versuche: Gibson-Park 5. erh. Bateman (2) 43. erh., 55. n.erh. Katene 78. erh. Erhöhungen: Robinson (3/4) Straftritte: Robinson (1/1) 69. | PPL Park, Chester Zuschauer: 18.500 Schiedsrichter: Chris Assmus (Kanada) |

| 9. November 2013 21:00 MEZ | Frankreich                                                                                  | 19 : 26       | Neuseeland | Stade de France, Saint-Denis Zuschauer: 80.000 Schiedsrichter: Jaco Peyper (Südafrika) |
| 9. November 2013 21:00 MEZ | Versuche: Dulin 68. erh. Erhöhungen: Parra (1/1) Straftritte: Parra (4/6) 9., 24., 31., 42. | (9:9) Bericht | Versuche: Piutau 46. erh. Read 64. erh. Erhöhungen: Carter (1/1) Cruden (1/1) Straftritte: Carter (4/4) 12., 19., 27., 44. | Stade de France, Saint-Denis Zuschauer: 80.000 Schiedsrichter: Jaco Peyper (Südafrika) |

- Richie McCaw nahm an seinem 85. Test Match als Mannschaftskapitän der All Blacks teil und stellte damit einen neuen Rekord auf.

| 10. November 2013 15:00 WEZ | Oxford University | 24 : 31        | Russland | Oxford University Sports Centre, Oxford Schiedsrichter: Ian Tempest (England) |
| 10. November 2013 15:00 WEZ | Versuche: Turner 16. erh. Lamont 31. erh. Rowlands 39. erh. Erhöhungen: Hudson (1/1) Taylor (2/2) Straftritte: Janney (1/3) 21. | (24:7) Bericht | Versuche: Garbusow 23. erh. Simplikewitsch 42. n.erh. Znobiladse 67. erh. Strafversuch 75. erh. Galinowski 80. n.erh. Erhöhungen: Kuschnarjow (1/2) Gaissin (2/3) | Oxford University Sports Centre, Oxford Schiedsrichter: Ian Tempest (England) |

### Woche 3
| 12. November 2013 19:45 WEZ | Gloucester Rugby | 40 : 5         | Japan                    | Kingsholm Stadium, Gloucester Zuschauer: 6.998 Schiedsrichter: Ian Tempest (England) |
| 12. November 2013 19:45 WEZ | Versuche: Sharples (3) 18. n.erh., 24. erh., 38. erh. Simpson-Daniel 21. erh. Reynolds 64. erh. Cox 75. erh. Erhöhungen: Cook (5/6) | (26:5) Bericht | Versuche: Ives 2. n.erh. | Kingsholm Stadium, Gloucester Zuschauer: 6.998 Schiedsrichter: Ian Tempest (England) |

| 15. November 2013 19:30 WEZ | Russland                                                                                     | 13 : 40         | Japan | Eirias Park, Colwyn Bay Zuschauer: 1.250 Schiedsrichter: Luke Pearce (England) |
| 15. November 2013 19:30 WEZ | Versuche: Ostrouschko 11. erh. Erhöhungen: Gaissin (1/1) Straftritte: Gaissin (2/2) 19., 23. | (13:13) Bericht | Versuche: Tui 14. erh. Broadhurst 43. erh. Sa’u (2) 48. n.erh., 56. erh. Hirose 66. n.erh. Erhöhungen: Gorōmaru (3/5) Straftritte: Gorōmaru (3/3) 2., 26., 47. | Eirias Park, Colwyn Bay Zuschauer: 1.250 Schiedsrichter: Luke Pearce (England) |

| 16. November 2013 14:00 MZ | Georgien | 23 : 25         | Vereinigte Staaten | Poladi-Stadion, Rustawi Zuschauer: 6.509 Schiedsrichter: Mike Fraser (Neuseeland) |
| 16. November 2013 14:00 MZ | Versuche: Kwirikaschwili 13. erh. Scharikadse 66. erh. Erhöhungen: Kwirikaschwili (2/2) Straftritte: Kwirikaschwili (3) 4., 24., 76. | (13:15) Bericht | Versuche: Wyles 22. n.erh. Scully 39. erh. Wallace 55. erh. Erhöhungen: Siddall (2/3) Straftritte: Siddall (2/3) 26., 80. | Poladi-Stadion, Rustawi Zuschauer: 6.509 Schiedsrichter: Mike Fraser (Neuseeland) |

| 16. November 2013 14:30 WEZ | England                                                                                                   | 22 : 30         | Neuseeland | Twickenham Stadium, London Zuschauer: 81.739 Schiedsrichter: Craig Joubert (Südafrika) |
| 16. November 2013 14:30 WEZ | Versuche: Launchbury 23. erh. Erhöhungen: Farrell (1/1) Straftritte: Farrell (5/5) 6., 33., 38., 52., 59. | (16:20) Bericht | Versuche: Savea (2) 1. erh., 63. erh. Read 16. erh. Erhöhungen: Carter (2/2) Cruden (1/1) Straftritte: Carter (1/1) 12. Cruden (2/3) 31., 71. | Twickenham Stadium, London Zuschauer: 81.739 Schiedsrichter: Craig Joubert (Südafrika) |

- Daniel Carter absolvierte sein 100. Test Match für Neuseeland.
- Dylan Hartley (England) und Sam Whitelock (Neuseeland) nahmen zum jeweils 50. Mal an einem Test Match teil.

| 16. November 2013 14:30 WEZ | Wales | 40 : 6         | Argentinien                         | Millennium Stadium, Cardiff Zuschauer: 46.253 Schiedsrichter: John Lacey (Irland) |
| 16. November 2013 14:30 WEZ | Versuche: Phillips 8. erh. North 23. erh. Faletau 55. erh. Owens 66. erh. Erhöhungen: Halfpenny (4/4) Straftritte: Halfpenny (4/5) 5., 17., 40., 43. | (23:3) Bericht | Straftritte: Sánchez (2/3) 28., 50. | Millennium Stadium, Cardiff Zuschauer: 46.253 Schiedsrichter: John Lacey (Irland) |

- Dies war die bisher größte Punktedifferenz bei einem Sieg der Waliser über Argentinien.
- Gethin Jenkins absolvierte sein 100. Test Match für Wales und Horacio Agulla sein 50. Test Match für Argentinien.

| 16. November 2013 15:00 MEZ | French Barbarians                                                                                                   | 20 : 19         | Samoa                                                                                     | Stade Marcel-Michelin, Clermont-Ferrand Zuschauer: 10.138 Schiedsrichter: JP Doyle (England) |
| 16. November 2013 15:00 MEZ | Versuche: Adams 30. erh., 60. n.erh. Vosloo 40. n.erh. Erhöhungen: Trinh-Duc (1/3) Straftritte: Trinh-Duc (1/2) 75. | (12:15) Bericht | Versuche: Leiua 2. n.erh. Va’aulu 17. erh. Fotuali'i 41. erh. Erhöhungen: Fotuali’i (2/3) | Stade Marcel-Michelin, Clermont-Ferrand Zuschauer: 10.138 Schiedsrichter: JP Doyle (England) |

| 16. November 2013 15:00 MEZ | Italien | 37 : 31        | Fidschi | Stadio Giovanni Zini, Cremona Zuschauer: 18.600 Schiedsrichter: Leighton Hodges (Wales) |
| 16. November 2013 15:00 MEZ | Versuche: Parisse 29. erh. McLean 33. erh. Strafversuch 57. erh. Vosawai 68. erh. Erhöhungen: Orquera (3/3) Straftritte: Orquera (3/5) 3., 25., 46. | (20:5) Bericht | Versuche: Talebula 7. n.erh. Nagusa (2) 47. n.erh., 75. erh. Nadolo 59. erh. Nalaga 71. erh. Erhöhungen: Bai (2/4) Straftritte: Bai 75. | Stadio Giovanni Zini, Cremona Zuschauer: 18.600 Schiedsrichter: Leighton Hodges (Wales) |

- Martin Castrogiovanni und Sergio Parisse spielten jeweils zum 100. Mal in einen Test Match für Italien.
- Die fünf gelben Karten für Fidschi bedeuten neuen Rekord für ein Team in einem internationalen Spiel.[1]

| 16. November 2013 16:30 UYST | Uruguay                                                                                         | 16 : 15 | Spanien                                                                                          | Estadio Charrúa, Montevideo Schiedsrichter: Chris Assmus (Kanada) |
| 16. November 2013 16:30 UYST | Versuche: Mieres 73. erh. Erhöhungen: Ormaechea (1/1) Straftritte: Ormaechea (3/4) 7., 14., 54. | (6:10)  | Versuche: Auzqui 39. erh. Feijoo 46. n.erh. Erhöhungen: Genua (1/2) Straftritte: Genua (1/1) 16. | Estadio Charrúa, Montevideo Schiedsrichter: Chris Assmus (Kanada) |

| 16. November 2013 17:45 WEZ | Irland                                                         | 15 : 32         | Australien | Aviva Stadium, Dublin Zuschauer: 46.000 Schiedsrichter: Chris Pollock (Neuseeland) |
| 16. November 2013 17:45 WEZ | Straftritte: Sexton (4/5) 12., 29., 33., 39. Madigan (1/1) 56. | (12:15) Bericht | Versuche: Cummins 17. erh. Hooper (2) 23. n.erh, 66. erh. Cooper 45. erh. Erhöhungen: Cooper (3/4) Straftritte: Cooper (2/3) 8., 49. | Aviva Stadium, Dublin Zuschauer: 46.000 Schiedsrichter: Chris Pollock (Neuseeland) |

| 16. November 2013 18:00 MEZ | Frankreich | 38 : 18        | Tonga | Stade Océane, Le Havre Zuschauer: 19.968 Schiedsrichter: Glen Jackson (Neuseeland) |
| 16. November 2013 18:00 MEZ | Versuche: Guitoune 5. n.erh. Chouly 40. erh. Dulin 50. erh. Kayser 73. erh. Erhöhungen: Parra (2/3) Michalak (1/1) Straftritte: Parra (4/4) 2., 17., 28., 63. | (21:6) Bericht | Versuche: Vainikolo (2) 56. n.erh., 80. erh. Erhöhungen: Fosita (1/1) Straftritte: ʻApikotoa (2/4) 31., 38. | Stade Océane, Le Havre Zuschauer: 19.968 Schiedsrichter: Glen Jackson (Neuseeland) |

| 16. November 2013 19:00 OEZ | Rumänien                                                   | 21 : 20        | Kanada | Stadionul Arcul de Triumf, Bukarest Schiedsrichter: Greg Garner (England) |
| 16. November 2013 19:00 OEZ | Straftritte: Vlaicu (7/8) 9., 15., 21., 38., 57., 70., 80. | (12:7) Bericht | Versuche: Ardron 18. erh. Jones 48. erh. Erhöhungen: Jones (2/2) Straftritte: Jones (1/3) 42. Pritchard (1/2) 76. | Stadionul Arcul de Triumf, Bukarest Schiedsrichter: Greg Garner (England) |

| 17. November 2013 15:00 WEZ | Schottland | 0 : 28         | Südafrika                                                                                                  | Murrayfield Stadium, Edinburgh Zuschauer: 49.278 Schiedsrichter: Jérôme Garcès (Frankreich) |
| 17. November 2013 15:00 WEZ |            | (0:21) Bericht | Versuche: Alberts 4. erh. le Roux 29. erh. Pietersen 31. erh. Oosthuizen 52. erh. Erhöhungen: Lambie (4/4) | Murrayfield Stadium, Edinburgh Zuschauer: 49.278 Schiedsrichter: Jérôme Garcès (Frankreich) |

- JP Pietersen spielte zum 50. Mal in einen Test Match für Südafrika.

### Woche 4
| 22. November 2013 19:30 WEZ | Wales | 17 : 7         | Tonga                                            | Millennium Stadium, Cardiff Zuschauer: 46.523 Schiedsrichter: Mike Fraser (Neuseeland) |
| 22. November 2013 19:30 WEZ | Versuche: O. Williams 16. erh. Beck 25. erh. Erhöhungen: Halfpenny (2/2) Straftritte: Halfpenny (1/1) 14. | (17:7) Bericht | Versuche: Helu 34. erh. Erhöhungen: Fosita (1/1) | Millennium Stadium, Cardiff Zuschauer: 46.523 Schiedsrichter: Mike Fraser (Neuseeland) |

- Warren Gatland war zum 100. Mal in einem Test Match als Cheftrainer tätig (59 für Wales, 38 für Irland und 3 für die British and Irish Lions).[2]

| 23. November 2013 15:00 MEZ | Italien                                                               | 14 : 19        | Argentinien | Stadio Olimpico, Rom Zuschauer: 37.315 Schiedsrichter: Chris Pollock (Neuseeland) |
| 23. November 2013 15:00 MEZ | Versuche: Campagnaro 62. n.erh. Straftritte: Allan (3/7) 4., 17., 24. | (9:10) Bericht | Versuche: Imhoff 20. erh. Erhöhungen: Sánchez (1/1) Straftritte: Sánchez (3/4) 33., 54., 67. Dropgoals: Sánchez 72. | Stadio Olimpico, Rom Zuschauer: 37.315 Schiedsrichter: Chris Pollock (Neuseeland) |

| 23. November 2013 15:00 WEZ | Russland                                              | 7 : 28         | Vereinigte Staaten | Allianz Park, London Schiedsrichter: Marius Mitrea (Italien) |
| 23. November 2013 15:00 WEZ | Versuche: Garbusow 52. erh. Erhöhungen: Gaissin (1/1) | (0:12) Bericht | Versuche: Wyles 19. erh. Manoa 30. n.erh. Dolan 79. erh. Erhöhungen: Siddall (2/3) Straftritte: Siddall (3/3) 41., 43., 49. | Allianz Park, London Schiedsrichter: Marius Mitrea (Italien) |

| 23. November 2013 15:00 WEZ | Portugal                                              | 8 : 52         | Kanada | Estádio Universitário de Lisboa, Lissabon Zuschauer: 2.829 Schiedsrichter: Ian Davies (Wales) |
| 23. November 2013 15:00 WEZ | Versuche: Leal 62. n.erh. Straftritte: Leal (1/1) 30. | (3:25) Bericht | Versuche: Hearn (2) 10. erh., 56. erh. Pritchard (2) 21. erh., 40. n.erh. Blevins 52. erh. Braid 66. n.erh. Paris 70. n.erh. Erhöhungen: Pritchard (4/7) Straftritte: Pritchard (3/3) 28., 33., 47. | Estádio Universitário de Lisboa, Lissabon Zuschauer: 2.829 Schiedsrichter: Ian Davies (Wales) |

| 23. November 2013 16:00 MEZ | Spanien                                             | 7 : 40 | Japan | Estadio Nacional Universidad Complutense, Madrid Zuschauer: 6.000 Schiedsrichter: Joaquín Montes (Uruguay) |
| 23. November 2013 16:00 MEZ | Versuche: Sempere 35. erh. Erhöhungen: García (1/1) | (7:15) | Versuche: Horie 46. n.erh. Broadhurst (2) 59. erh., 63. erh. Hirose 69. n.erh. Erhöhungen: Gorōmaru (1/4) Straftritte: Gorōmaru (6/7) 2., 6., 10., 23., 39., 54. | Estadio Nacional Universidad Complutense, Madrid Zuschauer: 6.000 Schiedsrichter: Joaquín Montes (Uruguay) |

| 23. November 2013 16:30 MZ | Georgien | 16 : 15         | Samoa                                                                                      | Micheil-Meschi-Stadion, Tiflis Zuschauer: 28.578 Schiedsrichter: Romain Poite (Frankreich) |
| 23. November 2013 16:30 MZ | Versuche: Scharikadse 42. erh. Erhöhungen: Kwirikaschwili (1/1) Straftritte: Kwirikaschwili (3/5) 6., 19., 78. | (13:12) Bericht | Versuche: Leiua 13. n.erh. Lam 26. erh. Erhöhungen: Pisi (1/2) Straftritte: Pisi (1/2) 69. | Micheil-Meschi-Stadion, Tiflis Zuschauer: 28.578 Schiedsrichter: Romain Poite (Frankreich) |

- Dies war der erste Sieg Georgiens über Samoa.

| 23. November 2013 18:00 WEZ | Schottland                                        | 15 : 21         | Australien | Murrayfield Stadium, Edinburgh Zuschauer: 56.372 Schiedsrichter: Jaco Peyper (Südafrika) |
| 23. November 2013 18:00 WEZ | Straftritte: Laidlaw (5/6) 5., 10., 29., 36., 48. | (12:13) Bericht | Versuche: Folau 26. erh. Feauai-Sautia 43. n.erh. Erhöhungen: Lealiʻifano (1/2) Straftritte: Lealiifano (3/7) 2., 22., 50. | Murrayfield Stadium, Edinburgh Zuschauer: 56.372 Schiedsrichter: Jaco Peyper (Südafrika) |

- Jim Hamilton absolvierte sein 50. Test Match für Schottland.

| 23. November 2013 19:00 OEZ | Rumänien                                                 | 7 : 26         | Fidschi | Stadionul Arcul de Triumf, Bukarest Schiedsrichter: Dudley Phillips (Irland) |
| 23. November 2013 19:00 OEZ | Versuche: Strafversuch 30. erh. Erhöhungen: Vlaicu (1/1) | (7:16) Bericht | Versuche: Talebula 13. n.erh. Nadolo 18. n.erh. Nagusa 41. erh. Erhöhungen: Bai (1/3) Straftritte: Bai (2/2) 38., 40. Nadolo (1/1) 77. | Stadionul Arcul de Triumf, Bukarest Schiedsrichter: Dudley Phillips (Irland) |

| 23. November 2013 21:00 MEZ | Frankreich                                                                       | 10 : 19        | Südafrika                                                                                                   | Stade de France, Saint-Denis Zuschauer: 75.600 Schiedsrichter: Wayne Barnes (England) |
| 23. November 2013 21:00 MEZ | Versuche: Huget 40. erh. Erhöhungen: Parra (1/1) Straftritte: Doussain (1/1) 73. | (7:13) Bericht | Versuche: Pietersen 2. erh. Erhöhungen: Steyn (1/1) Straftritte: Steyn (3/3) 26., 38., 59. Lambie (1/1) 78. | Stade de France, Saint-Denis Zuschauer: 75.600 Schiedsrichter: Wayne Barnes (England) |

| 24. November 2013 14:00 WEZ | Irland | 22 : 24        | Neuseeland | Aviva Stadium, Dublin Zuschauer: 51.000 Schiedsrichter: Nigel Owens (Wales) |
| 24. November 2013 14:00 WEZ | Versuche: Murray 4. erh. Best 10. erh. Kearney 17. n.erh. Erhöhungen: Sexton (2/3) Straftritte: Sexton (1/2) 33. | (22:7) Bericht | Versuche: Savea 25. erh. Franks 64. erh. Crotty 80.+2 erh. Erhöhungen: Cruden (3/3) Straftritte: Cruden (1/2) 52. | Aviva Stadium, Dublin Zuschauer: 51.000 Schiedsrichter: Nigel Owens (Wales) |

- Mit diesem Sieg wurden die All Blacks die erste Nationalmannschaft, die in der professionellen Ära alle Spiele eines Kalenderjahres gewann.

### Woche 5
| 30. November 2013 14:30 WEZ | Barbarians | 43 : 19        | Fidschi | Twickenham Stadium, London Zuschauer: 67.319 Schiedsrichter: Pascal Gaüzère (Frankreich) |
| 30. November 2013 14:30 WEZ | Versuche: du Plessis (2) 20. n.erh., 38. n.erh. Vermeulen 35. erh. Piutau 52. erh. de Villiers (2) 55. erh., 78. erh. Taylor 63. n.erh. Erhöhungen: Lambie (4/7) | (17:7) Bericht | Versuche: Tikoirotuma 4. erh. Seniloli 72. n.erh. Rokobaro 79. erh. Erhöhungen: Bai (1/1) Luveniyali (1/2) | Twickenham Stadium, London Zuschauer: 67.319 Schiedsrichter: Pascal Gaüzère (Frankreich) |

| 30. November 2013 17:00 WEZ | Wales | 26 : 30         | Australien | Millennium Stadium, Cardiff Zuschauer: 67.436 Schiedsrichter: Wayne Barnes (England) |
| 30. November 2013 17:00 WEZ | Versuche: North (2) 1. erh., 58. erh. Erhöhungen: Halfpenny (1/1) Biggar (1/1) Straftritte: Halfpenny (2/3) 11., 17. Biggar (1/1) 30. Priestland (1/1) 68. | (16:17) Bericht | Versuche: Lealiʻifano 18. erh. Folau 36. erh. Tomane 48. erh. Erhöhungen: Lealiifano (3/3) Straftritte: Lealiifano (3/3) 13., 42., 52. | Millennium Stadium, Cardiff Zuschauer: 67.436 Schiedsrichter: Wayne Barnes (England) |

- Quade Cooper nahm zum 50. Mal an einem Test Match für Australien teil.